# برفراز آرزو
برفراز آرزو (انگلیسی: Wish Upon) فیلمی در ژانر ترسناک فراطبیعی به کارگردانی جان آر. لئونتی و نویسندگی باربارا مارشال است که در سال ۲۰۱۷ منتشر شد. از بازیگران آن می‌توان به جوئی کینگ، رایان فیلیپ، جوزفین لانگفورد، کی هونگ لی و شریلین فن اشاره کرد. این فیلم در ۱۴ ژوئیه ۲۰۱۷ توسط برود گرین پیکچرز و اوریون پیکچرز در سینماها اکران شد.

## داستان
پس از اینکه پدر او به عنوان هدیه به او جعبه موسیقی مرموزی می‌دهد، کلر شانون (جوئی کینگ) هیجان زده می‌شود و در پی این است تا تمام آرزوهای خود را با آن جعبه به واقعیت تبدیل کند. شادی و هیجان او کم‌کم به وحشت مبدل می‌شود، از وقتی که او می‌خواهد قیمت خونین هر یک از آرزوی‌های جدید خود را بپردازد ….

## بازیگران
- جوئی کینگ در نقش کلر
- رایان فیلیپ در نقش پدر کلر
- کی هونگ لی در نقش رایان هوی
- میچل اسلاگرت
- شانون پرسر در جوئن
- سیدنی پارک
- کوین هنچارد
- شریلین فن
- آلیس لی

## تولید
فیلم‌نامه این اثر در سال ۲۰۱۵ در لیست سیاه همان سال قرار گرفت. در ۲۷ ژوئیه ۲۰۱۶ اعلام شد که کارگردان این فیلم، جان آر. لئونتی خواهد بود. این فیلم توسط شرلی کلارک، از جانب کمپانی او، باستد شارک پروداکشنز تولید خواهد شد؛ و همچنین نویسندگی این فیلم بر عهده باربارا مارشال است. در اوت ۲۰۱۶ جوئی کینگ به عنوان بازیگر نقش اصلی به این پروژه پیوست. مراحل تولید فیلم در نوامبر ۲۰۱۶ در تورنتو آغاز شد. در ۹ نوامبر ۲۰۱۶ اعلام شد که کی هونگ لی به بازیگران این فیلم پیوسته است.

## انتشار
این فیلم در تاریخ ۱۴ ژوئیه ۲۰۱۷ در سینماها اکران شد. در ۹ فوریه ۲۰۱۷ تیرز این فیلم منتشر شد. اولین تیزر این فیلم در ۲۲ مارس ۲۰۱۷ اکران شده بود.

### بازار فیلم
برود گرین پیکچرز حق فروش بازاری فیلم را به هفت شرکت علاقه‌مند، ار طریق وبسایتش اعطاء کرد.